# Harvey Itano

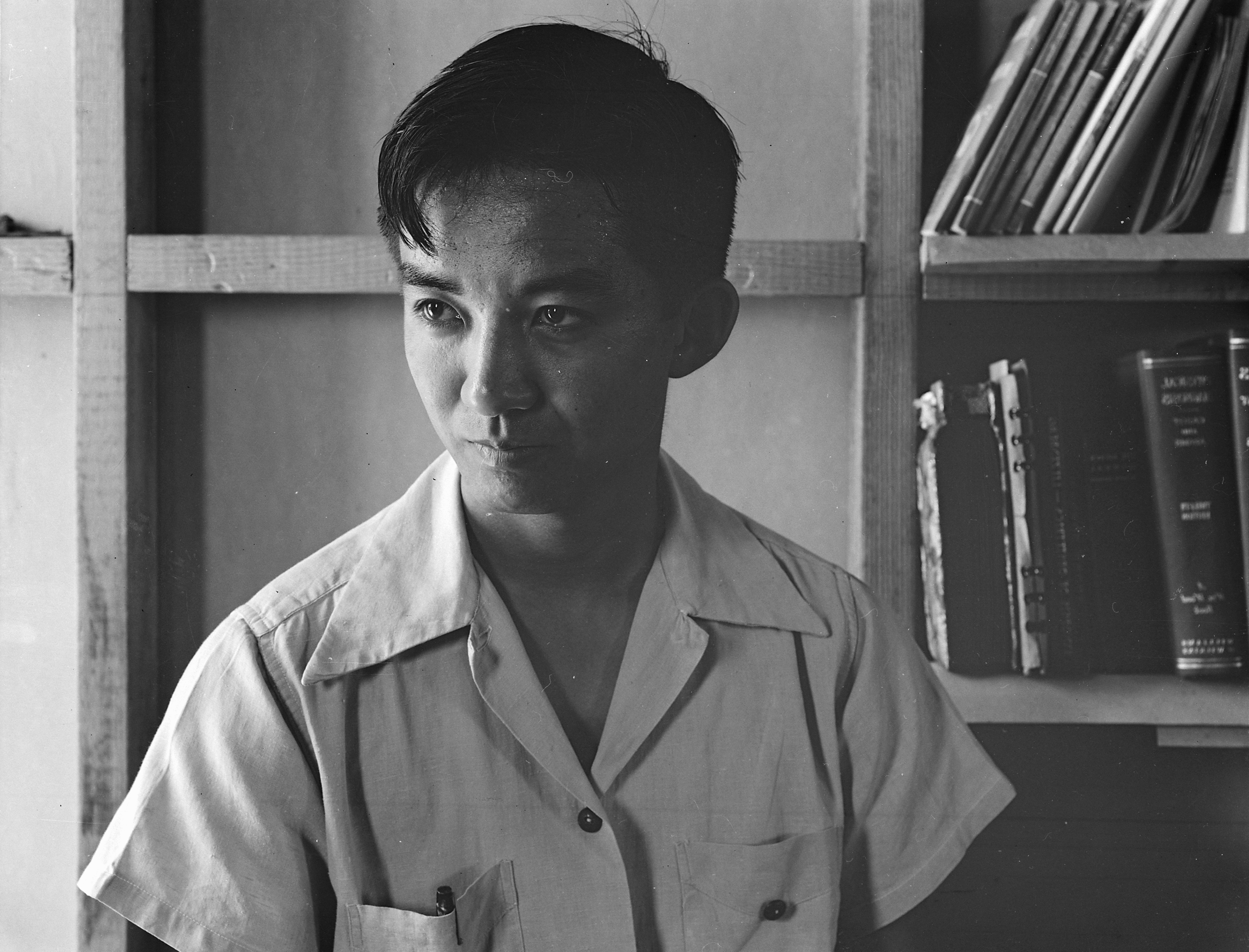
Harvey Itano (1942)

Harvey Akio Itano (* 3. November 1920 in Sacramento (Kalifornien); † 8. Mai 2010 in La Jolla) war ein US-amerikanischer Molekularbiologe und Pathologe und Hochschullehrer an der University of California, San Diego (UCSD).
Itano war US-Amerikaner japanischer Ethnie. Er studierte Chemie an der University of California, Berkeley, an der er 1942 seinen Bachelor-Abschluss mit Bestnoten erhielt (er war bester Student, Valedictorian, seines Jahrgangs). Danach wurde er wie die meisten US-Amerikaner mit japanischem Hintergrund bei Ausbruch des Krieges mit Japan interniert (in Tule Lake). Deshalb konnte er an der Abschlusszeremonie in Berkeley nicht teilnehmen, erhielt aber vom Universitätspräsidenten Robert Gordon Sproul die Universitätsmedaille während seiner Internierung. Ihm wurde aber noch im Juli 1942 erlaubt an der St. Louis University Medizin zu studieren mit dem M.D. 1945. Danach war er am Caltech, an dem er 1950 sowohl in Physik als auch in Chemie promoviert wurde. Am Caltech war er im Labor von Linus Pauling. Nach seiner Promotion wurde er Chirurg (Senior Assistant Surgeon) im US Public Health Service und später Leiter der Abteilung chemische Genetik im Labor für Molekularbiologie und Biologie des National Institute of Arthritis and Metabolic Diseases und medizinischer Direktor des US Public Health Service (USPHS) in Bethesda (Maryland), was er bis 1970 blieb. 1970 bis zur Emeritierung 1988 war er Professor für Pathologie an der UCSD.
Itano fand mit Seymour Jonathan Singer und Pauling in Paulings Labor am Caltech 1949 in einer klassischen Arbeit die Ursache für Sichelzellenanämie – einer veränderten Form roter Blutkörperchen. Sie führten dabei erstmals eine Krankheit direkt auf eine Änderung eines Moleküls zurück. Der Unterschied des Hämoglobins beider roter Blutkörperchen zeigte sich in der Gel-Elektrophorese (wobei Itano eine Abwandlung des ursprünglichen Apparats von Arne Tiselius durch Stanley M. Swingle benutzte) und Singer und Kollegen vermuteten eine Veränderung in der Aminsäurezusammensetzung, was 1956 durch Vernon Ingram bestätigt wurde. Itano befasste sich auch später mit Genkrankheiten und Blutkrankheiten an der UCSD, darunter auch weiterhin mit Sichelzellenanämie.
1954 erhielt er den Eli Lilly Award in Biological Chemistry und 1972 den Martin Luther King Jr. Medical Achievement Award (für seine Arbeit zu Sichelzellenanämie, an der vor allem Afroamerikaner in den USA leiden). 1979 wurde er Mitglied der National Academy of Sciences (als erster US-Amerikaner japanischer Ethnie) und er war Mitglied der American Academy of Arts and Sciences. Die Japan American Citizenship League wählte ihn zum Japanese American of the Biennium auf dem Gebiet der Medizin.